# Rafael Areñas Tona
Rafael Areñas Tona (Barcelona, 1883-1938) fou un fotògraf català. Especialitzat en retrats, practicà un estil pictorialista. Fou deixeble de Pau Audouard i mestre d'alguns fotògrafs de l'avantguarda, com Pere Català i Pic.

## Biografia
Fill de Rafael Areñas Miret i de Maria Tona Tarruell, forma part d'una nissaga de fotògrafs. Va estudiar Belles Arts a les Escoles Pies de Sant Antoni de Barcelona, i també va estudiar a l'Acadèmia Calassància. Durant aquest període, va ser empresonat el 1901 per organitzar un acte de tipus catalanista.
Va continuar la nissaga familiar de retratistes professionals. Es va formar com a fotògraf aprenent al taller de Pau Audouard. Més endavant es va establir per compte propi amb un estudi propi al carrer Hospital, que posteriorment traslladà al carrer diputació. També va treballar com a director tècnic de la revista Lux entre 1916 i 1922, i va col·laborar amb revistes com Feminal.
El 1918 va participar en l'exposició d'art del Foment de les Arts i el Disseny. Membre de l'Agrupació Fotogràfica de Catalunya, és considerat un dels fotògrafs barcelonins més destacats de la dècada de 1920, i un integrant de la primera generació de pictorialistes de l'Estat. Durant els anys trenta va col·laborar en diverses revistes, especialment amb D'Ací i d'Allà. Va morir durant la Guerra Civil.
Entre els seus deixebles destaquen Josep Pons (1883-1952) i Pere Català Pic (1889-1971), que treballaren amb ell d'ajudant durant les seves etapes formatives.

## Vida privada
Es va casar amb Margarita Quintana Grau, nascuda a Palma. El 1913 van tenir la primera filla, Maria, i el 1914 la segona, Magdalena. El 1916 tindrien un tercer fill, Rafael, que moriria al poc de néixer. Es conserva una fotografia post-mortem seva a l'Arxiu Nacional de Catalunya. Entre 1917 i 1918 van néixer dues filles més, Margarita i Sofia.